# Tetrastemma tridentatum
Tetrastemma tridentatum är en djurart som tillhör fylumet slemmaskar, och som beskrevs av Korotkevich 1977. Tetrastemma tridentatum ingår i släktet Tetrastemma och familjen Tetrastemmatidae. Inga underarter finns listade i Catalogue of Life.